# Fiat-Omskij

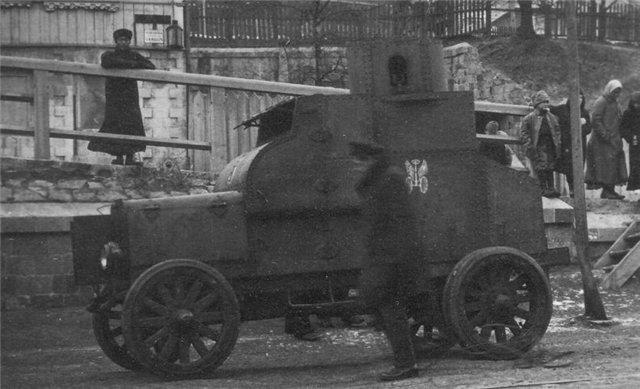
Una Fiat-Omskij a Vladivostok nel 1919

La Fiat-Omskij (in russo Фиат-Омский?) è stata un'autoblindo dell'Armata Bianca durante la guerra civile russa (1917-1923). Essa era basata su una Fiat Tipo 55 con il telaio fornito dagli Stati Uniti d'America; successivamente fu costruita una serie di 15 unità. Questa fu l'unica autoblinda costruita in serie dall'Armata Bianca.